# Collegio elettorale di Bologna III - Imola
Il collegio di Bologna III-Imola fu un collegio elettorale uninominale della Repubblica Italiana appartenente alla Circoscrizione Emilia-Romagna; fu utilizzato per eleggere un senatore della Repubblica dalla I alla XI legislatura.

## Storia
Il collegio venne creato nel 1948 secondo la legge n. 29 del 6 febbraio 1948 la quale, pur basandosi sull'impianto proporzionale in vigore per la Camera, rispetto a quest'ultima conteneva alcuni piccoli correttivi in senso maggioritario. Tale legge ebbe il suo definitivo perfezionamento col Testo Unico n°361 del 1957. Differentemente dalla Camera, la legge elettorale del Senato si articolava su base regionale, seguendo il dettato costituzionale (art.57). Ogni Regione era suddivisa in tanti collegi uninominali quanti erano i seggi ad essa assegnati. All'interno di ciascun collegio, veniva eletto il candidato che avesse raggiunto il quorum del 65% delle preferenze: tale soglia, oggettivamente di difficilissimo conseguimento, tradiva l'impianto proporzionale su cui era concepito anche il sistema elettorale della Camera Alta. Qualora, come normalmente avveniva, nessun candidato avesse conseguito l'elezione, i voti di tutti i candidati venivano raggruppati in liste di partito a livello regionale, dove i seggi venivano allocati utilizzando il metodo D'Hondt delle maggiori medie statistiche e quindi, all'interno di ciascuna lista, venivano dichiarati eletti i candidati con le migliori percentuali di preferenza.
Nel 1993, con la cosiddetta Legge Mattarella (Legge n. 276, Norme per l'elezione del Senato della Repubblica), attuata in seguito al referendum abrogativo del 1993, venne istituito per la Camera dei deputati e per il Senato della Repubblica un sistema di elezione misto, in parte maggioritario e in parte proporzionale. Il 75% dei parlamentari dell'assemblea veniva eletto in collegi uninominali tramite sistema maggioritario a turno unico; il restante 25% al Senato veniva eletto tramite recupero proporzionale dei più votati non eletti attraverso un meccanismo di calcolo denominato "scorporo", cioè sottraendo dal conteggio dei voti totali di una lista nella parte proporzionale i voti ottenuti dai candidati collegati alla medesima lista che erano eletti nei collegi uninominali con il sistema maggioritario.
Il collegio di Bologna III-Imola venne pertanto abolito nel 1993.

## Territorio
Il collegio di Bologna III-Imola era uno dei 17 collegi uninominali in cui era suddivisa la regione Emilia-Romagna; era interamente compreso nella provincia di Bologna e comprendeva i seguenti comuni: Anzola dell'Emilia, Bazzano, Calderara di Reno, Camugnano, Castel d'Aiano, Castel di Casio, Castel San Pietro Terme, Castello di Serravalle, Castenaso, Castiglione dei Pepoli, Crespellano, Dozza, Gaggio Montano, Granaglione, Grizzana Morandi, Imola, Lizzano in Belvedere, Loiano, Marzabotto, Monghidoro, Monte San Pietro, Monterenzio, Monteveglio, Monzuno, Ozzano dell'Emilia, Pianoro, Porretta Terme, San Benedetto Val di Sambro, San Lazzaro di Savena, Sasso Marconi, Savigno, Vergato e Zola Predosa.

## Dati elettorali

### I legislatura
|                                                                                | Rita Montagnana ✔️ Eletta | Fronte Democratico Popolare   | 74 456  | 61,10 |  |  |  |  |  |
|                                                                                | Adelfo Negretti           | Democrazia Cristiana          | 36 562  | 30,01 |  |  |  |  |  |
|                                                                                | Gennaro Costantini        | Unità Socialista              | 8 921   | 7,32  |  |  |  |  |  |
|                                                                                | Armando Tosi              | Partito Repubblicano Italiano | 1 914   | 1,57  |  |  |  |  |  |
| Totale                                                                         | Totale                    | Totale                        | 121 853 | 100   |  |  |  |  |  |
|                                                                                |                           |                               |         |       |  |  |  |  |  |
| Voti non validi                                                                | Voti non validi           | Voti non validi               | 7 008   | 5,44  |  |  |  |  |  |
| Votanti                                                                        | Votanti                   | Votanti                       | 128 861 | 94,43 |  |  |  |  |  |
| Elettori                                                                       | Elettori                  | Elettori                      | 136 462 |       |  |  |  |  |  |
|                                                                                |                           |                               |         |       |  |  |  |  |  |
| Nota: quorum del 65% non raggiunto; ripartizione dei seggi a livello regionale |                           |                               |         |       |  |  |  |  |  |
| Data: 18 aprile 1948                                                           |                           |                               |         |       |  |  |  |  |  |
| Fonte: Ministero dell'interno                                                  |                           |                               |         |       |  |  |  |  |  |

### II legislatura
|                                                                                | Andrea Marabini     | Partito Comunista Italiano              | 57 241  | 44,08 |  |  |  |  |  |
|                                                                                | Adelfo Negretti     | Democrazia Cristiana                    | 38 216  | 29,43 |  |  |  |  |  |
|                                                                                | Silvio Alvisi       | Partito Socialista Italiano             | 21 049  | 16,21 |  |  |  |  |  |
|                                                                                | Giuseppe Ronca      | Partito Socialista Democratico Italiano | 7 630   | 5,88  |  |  |  |  |  |
|                                                                                | Giovanni Marchesini | Movimento Sociale Italiano              | 2 620   | 2,02  |  |  |  |  |  |
|                                                                                | Giovanni Majoli     | Partito Nazionale Monarchico            | 1 102   | 0,85  |  |  |  |  |  |
|                                                                                | Giuseppe Bruno      | Alleanza Democratica Nazionale          | 1 010   | 0,78  |  |  |  |  |  |
|                                                                                | Luigi Toaldo        | Unità Popolare                          | 981     | 0,76  |  |  |  |  |  |
| Totale                                                                         | Totale              | Totale                                  | 129 849 | 100   |  |  |  |  |  |
|                                                                                |                     |                                         |         |       |  |  |  |  |  |
| Voti non validi                                                                | Voti non validi     | Voti non validi                         | 5 676   | 4,19  |  |  |  |  |  |
| Votanti                                                                        | Votanti             | Votanti                                 | 135 525 | 96,70 |  |  |  |  |  |
| Elettori                                                                       | Elettori            | Elettori                                | 140 154 |       |  |  |  |  |  |
|                                                                                |                     |                                         |         |       |  |  |  |  |  |
| Nota: quorum del 65% non raggiunto; ripartizione dei seggi a livello regionale |                     |                                         |         |       |  |  |  |  |  |
| Data: 7 giugno 1953                                                            |                     |                                         |         |       |  |  |  |  |  |
| Fonte: Ministero dell'interno                                                  |                     |                                         |         |       |  |  |  |  |  |

### III legislatura
|                                                                                | Andrea Marabini ✔️ Eletto    | Partito Comunista Italiano              | 57 224  | 44,81 |  |  |  |  |  |
|                                                                                | Arnaldo Brasa                | Democrazia Cristiana                    | 38 147  | 29,87 |  |  |  |  |  |
|                                                                                | Carmine Mancinelli           | Partito Socialista Italiano             | 19 792  | 15,50 |  |  |  |  |  |
|                                                                                | Luigi Civolani               | Partito Socialista Democratico Italiano | 6 107   | 4,78  |  |  |  |  |  |
|                                                                                | Giorgio Luly                 | PNM - MSI                               | 3 331   | 2,61  |  |  |  |  |  |
|                                                                                | Giancarlo Ranuzzi de Bianchi | Partito Liberale Italiano               | 2 317   | 1,81  |  |  |  |  |  |
|                                                                                | Mario Boneschi               | PRI - PR                                | 779     | 0,61  |  |  |  |  |  |
| Totale                                                                         | Totale                       | Totale                                  | 127 697 | 100   |  |  |  |  |  |
|                                                                                |                              |                                         |         |       |  |  |  |  |  |
| Voti non validi                                                                | Voti non validi              | Voti non validi                         | 5 998   | 4,49  |  |  |  |  |  |
| Votanti                                                                        | Votanti                      | Votanti                                 | 133 695 | 97,66 |  |  |  |  |  |
| Elettori                                                                       | Elettori                     | Elettori                                | 136 892 |       |  |  |  |  |  |
|                                                                                |                              |                                         |         |       |  |  |  |  |  |
| Nota: quorum del 65% non raggiunto; ripartizione dei seggi a livello regionale |                              |                                         |         |       |  |  |  |  |  |
| Data: 25 maggio 1958                                                           |                              |                                         |         |       |  |  |  |  |  |
| Fonte: Ministero dell'interno                                                  |                              |                                         |         |       |  |  |  |  |  |

### IV legislatura
|                                                                                | Veraldo Vespignani ✔️ Eletto | Partito Comunista Italiano              | 60 540  | 47,93 |  |  |  |  |  |
|                                                                                | Arnaldo Brasa                | Democrazia Cristiana                    | 33 909  | 26,84 |  |  |  |  |  |
|                                                                                | Silvio Alvisi                | Partito Socialista Italiano             | 18 104  | 14,33 |  |  |  |  |  |
|                                                                                | G. Miceti                    | Partito Socialista Democratico Italiano | 6 085   | 4,82  |  |  |  |  |  |
|                                                                                | M. Amaduzzi                  | Partito Liberale Italiano               | 4 591   | 3,63  |  |  |  |  |  |
|                                                                                | Giorgio Luly                 | Movimento Sociale Italiano              | 3 089   | 2,45  |  |  |  |  |  |
| Totale                                                                         | Totale                       | Totale                                  | 126 318 | 100   |  |  |  |  |  |
|                                                                                |                              |                                         |         |       |  |  |  |  |  |
| Voti non validi                                                                | Voti non validi              | Voti non validi                         | 6 041   | 4,56  |  |  |  |  |  |
| Votanti                                                                        | Votanti                      | Votanti                                 | 132 359 | 97,25 |  |  |  |  |  |
| Elettori                                                                       | Elettori                     | Elettori                                | 136 105 |       |  |  |  |  |  |
|                                                                                |                              |                                         |         |       |  |  |  |  |  |
| Nota: quorum del 65% non raggiunto; ripartizione dei seggi a livello regionale |                              |                                         |         |       |  |  |  |  |  |
| Data: 28 aprile 1963                                                           |                              |                                         |         |       |  |  |  |  |  |
| Fonte: Ministero dell'interno                                                  |                              |                                         |         |       |  |  |  |  |  |

### V legislatura
|                                                                                | Luigi Orlandi ✔️ Eletto | PCI - PSIUP                   | 72 407  | 54,31 |  |  |  |  |  |
|                                                                                | Arnaldo Brasa           | Democrazia Cristiana          | 35 423  | 26,57 |  |  |  |  |  |
|                                                                                | G. Veggetti             | PSI-PSDI Unificati            | 17 655  | 13,24 |  |  |  |  |  |
|                                                                                | Q. Toschi               | Partito Liberale Italiano     | 4 554   | 3,42  |  |  |  |  |  |
|                                                                                | Italo Merli             | MSI - PDIUM                   | 2 441   | 1,83  |  |  |  |  |  |
|                                                                                | S. A. Lessona           | Partito Repubblicano Italiano | 844     | 0,63  |  |  |  |  |  |
| Totale                                                                         | Totale                  | Totale                        | 133 324 | 100   |  |  |  |  |  |
|                                                                                |                         |                               |         |       |  |  |  |  |  |
| Voti non validi                                                                | Voti non validi         | Voti non validi               | 6 375   | 4,56  |  |  |  |  |  |
| Votanti                                                                        | Votanti                 | Votanti                       | 139 699 | 97,73 |  |  |  |  |  |
| Elettori                                                                       | Elettori                | Elettori                      | 142 941 |       |  |  |  |  |  |
|                                                                                |                         |                               |         |       |  |  |  |  |  |
| Nota: quorum del 65% non raggiunto; ripartizione dei seggi a livello regionale |                         |                               |         |       |  |  |  |  |  |
| Data: 19 maggio 1968                                                           |                         |                               |         |       |  |  |  |  |  |
| Fonte: Ministero dell'interno                                                  |                         |                               |         |       |  |  |  |  |  |

### VI legislatura
|                                                                                | Protogene Veronesi ✔️ Eletto | PCI - PSIUP                                   | 77 315  | 53,24 |  |  |  |  |  |
|                                                                                | L. Poletti                   | Democrazia Cristiana                          | 37 806  | 26,04 |  |  |  |  |  |
|                                                                                | G. Veggetti                  | Partito Socialista Italiano                   | 12 979  | 8,94  |  |  |  |  |  |
|                                                                                | R. Padovani                  | Partito Socialista Democratico Italiano       | 6 816   | 4,69  |  |  |  |  |  |
|                                                                                | Italo Merli                  | Movimento Sociale Italiano - Destra Nazionale | 4 357   | 3,00  |  |  |  |  |  |
|                                                                                | S. Casini                    | Partito Liberale Italiano                     | 4 184   | 2,88  |  |  |  |  |  |
|                                                                                | Romano Rotelli               | Partito Repubblicano Italiano                 | 1 750   | 1,21  |  |  |  |  |  |
| Totale                                                                         | Totale                       | Totale                                        | 145 207 | 100   |  |  |  |  |  |
|                                                                                |                              |                                               |         |       |  |  |  |  |  |
| Voti non validi                                                                | Voti non validi              | Voti non validi                               | 5 430   | 3,60  |  |  |  |  |  |
| Votanti                                                                        | Votanti                      | Votanti                                       | 150 637 | 97,95 |  |  |  |  |  |
| Elettori                                                                       | Elettori                     | Elettori                                      | 153 796 |       |  |  |  |  |  |
|                                                                                |                              |                                               |         |       |  |  |  |  |  |
| Nota: quorum del 65% non raggiunto; ripartizione dei seggi a livello regionale |                              |                                               |         |       |  |  |  |  |  |
| Data: 7 maggio 1972                                                            |                              |                                               |         |       |  |  |  |  |  |
| Fonte: Ministero dell'interno                                                  |                              |                                               |         |       |  |  |  |  |  |

### VII legislatura
|                                                                                | Protogene Veronesi ✔️ Eletto | Partito Comunista Italiano                    | 87 658  | 54,92 |  |  |  |  |  |
|                                                                                | Giordano Marchiani           | Democrazia Cristiana                          | 42 299  | 26,50 |  |  |  |  |  |
|                                                                                | Giampiero Bernardi           | Partito Socialista Italiano                   | 15 022  | 9,41  |  |  |  |  |  |
|                                                                                | Pio Filippo Benizzi          | Partito Socialista Democratico Italiano       | 4 830   | 3,03  |  |  |  |  |  |
|                                                                                | Italo Merli                  | Movimento Sociale Italiano - Destra Nazionale | 3 728   | 2,34  |  |  |  |  |  |
|                                                                                | Romano Rotelli               | Partito Repubblicano Italiano                 | 3 220   | 2,02  |  |  |  |  |  |
|                                                                                | Enzo Di Cocco                | Partito Liberale Italiano                     | 1 454   | 0,91  |  |  |  |  |  |
|                                                                                | Gianfranco Spadaccia         | Partito Radicale                              | 1 182   | 0,74  |  |  |  |  |  |
|                                                                                | Romeo Piacenti               | Partito Democratico                           | 225     | 0,14  |  |  |  |  |  |
| Totale                                                                         | Totale                       | Totale                                        | 159 618 | 100   |  |  |  |  |  |
|                                                                                |                              |                                               |         |       |  |  |  |  |  |
| Voti non validi                                                                | Voti non validi              | Voti non validi                               | 4 141   | 2,53  |  |  |  |  |  |
| Votanti                                                                        | Votanti                      | Votanti                                       | 163 759 | 98,04 |  |  |  |  |  |
| Elettori                                                                       | Elettori                     | Elettori                                      | 167 034 |       |  |  |  |  |  |
|                                                                                |                              |                                               |         |       |  |  |  |  |  |
| Nota: quorum del 65% non raggiunto; ripartizione dei seggi a livello regionale |                              |                                               |         |       |  |  |  |  |  |
| Data: 20 giugno 1976                                                           |                              |                                               |         |       |  |  |  |  |  |
| Fonte: Ministero dell'interno                                                  |                              |                                               |         |       |  |  |  |  |  |

### VIII legislatura
|                                                                                | Dante Stefani ✔️ Eletto  | Partito Comunista Italiano                    | 90 583  | 54,70 |  |  |  |  |  |
|                                                                                | G. Galanti               | Democrazia Cristiana                          | 41 748  | 25,21 |  |  |  |  |  |
|                                                                                | A. Comani                | Partito Socialista Italiano                   | 15 184  | 9,17  |  |  |  |  |  |
|                                                                                | Pio Filippo Benizzi      | Partito Socialista Democratico Italiano       | 5 497   | 3,32  |  |  |  |  |  |
|                                                                                | Michele La Placa         | Partito Repubblicano Italiano                 | 3 758   | 2,27  |  |  |  |  |  |
|                                                                                | Italo Merli              | Movimento Sociale Italiano - Destra Nazionale | 3 469   | 2,09  |  |  |  |  |  |
|                                                                                | Nicola Chirco            | Partito Radicale - Nuova Sinistra Unita       | 2 565   | 1,55  |  |  |  |  |  |
|                                                                                | A. Santini               | Partito Liberale Italiano                     | 2 134   | 1,29  |  |  |  |  |  |
|                                                                                | Giovanni Fontana Elliott | Costituente di Destra - Democrazia Nazionale  | 382     | 0,23  |  |  |  |  |  |
|                                                                                | Romano Fabbri            | Partito Democratico                           | 268     | 0,16  |  |  |  |  |  |
| Totale                                                                         | Totale                   | Totale                                        | 165 588 | 100   |  |  |  |  |  |
|                                                                                |                          |                                               |         |       |  |  |  |  |  |
| Voti non validi                                                                | Voti non validi          | Voti non validi                               | 5 674   | 3,31  |  |  |  |  |  |
| Votanti                                                                        | Votanti                  | Votanti                                       | 171 262 | 97,15 |  |  |  |  |  |
| Elettori                                                                       | Elettori                 | Elettori                                      | 176 278 |       |  |  |  |  |  |
|                                                                                |                          |                                               |         |       |  |  |  |  |  |
| Nota: quorum del 65% non raggiunto; ripartizione dei seggi a livello regionale |                          |                                               |         |       |  |  |  |  |  |
| Data: 3 giugno 1979                                                            |                          |                                               |         |       |  |  |  |  |  |
| Fonte: Ministero dell'interno                                                  |                          |                                               |         |       |  |  |  |  |  |

### IX legislatura
|                                                                                | Dante Stefani ✔️ Eletto | Partito Comunista Italiano                    | 94 931  | 54,59 |  |  |  |  |  |
|                                                                                | Bruno Musconi           | Democrazia Cristiana                          | 36 418  | 20,94 |  |  |  |  |  |
|                                                                                | Augusto Italico Fanti   | Partito Socialista Italiano                   | 16 922  | 9,73  |  |  |  |  |  |
|                                                                                | Gian Carlo Fontana      | Partito Repubblicano Italiano                 | 7 200   | 4,14  |  |  |  |  |  |
|                                                                                | Italo Merli             | Movimento Sociale Italiano - Destra Nazionale | 4 970   | 2,86  |  |  |  |  |  |
|                                                                                | Fulvio Tozzola          | Partito Socialista Democratico Italiano       | 4 741   | 2,73  |  |  |  |  |  |
|                                                                                | Euclide Di Paolo        | Partito Liberale Italiano                     | 3 208   | 1,84  |  |  |  |  |  |
|                                                                                | Franca Piliego          | Partito Radicale                              | 2 174   | 1,25  |  |  |  |  |  |
|                                                                                | Achille Facchinetti     | Partito Nazionale Pensionati                  | 1 466   | 0,84  |  |  |  |  |  |
|                                                                                | Nazzareno Pisauri       | Democrazia Proletaria                         | 1 377   | 0,79  |  |  |  |  |  |
|                                                                                | Tito Sartore            | Unione Pensionati Pensionandi d'Italia        | 326     | 0,19  |  |  |  |  |  |
|                                                                                | Romano Fabbri           | Lista per Trieste                             | 162     | 0,09  |  |  |  |  |  |
| Totale                                                                         | Totale                  | Totale                                        | 173 895 | 100   |  |  |  |  |  |
|                                                                                |                         |                                               |         |       |  |  |  |  |  |
| Voti non validi                                                                | Voti non validi         | Voti non validi                               | 6 999   | 3,87  |  |  |  |  |  |
| Votanti                                                                        | Votanti                 | Votanti                                       | 180 894 | 95,92 |  |  |  |  |  |
| Elettori                                                                       | Elettori                | Elettori                                      | 188 589 |       |  |  |  |  |  |
|                                                                                |                         |                                               |         |       |  |  |  |  |  |
| Nota: quorum del 65% non raggiunto; ripartizione dei seggi a livello regionale |                         |                                               |         |       |  |  |  |  |  |
| Data: 26 giugno 1983                                                           |                         |                                               |         |       |  |  |  |  |  |
| Fonte: Ministero dell'interno                                                  |                         |                                               |         |       |  |  |  |  |  |

### X legislatura
|                                                                                | Aureliana Alberici ✔️ Eletta | Partito Comunista Italiano                    | 97 634  | 52,84 |  |  |  |  |  |
|                                                                                | M. Stefanelli                | Democrazia Cristiana                          | 40 244  | 21,78 |  |  |  |  |  |
|                                                                                | G. P. Domenicali             | PSI - PDSI - PR                               | 23 850  | 12,91 |  |  |  |  |  |
|                                                                                | Italo Merli                  | Movimento Sociale Italiano - Destra Nazionale | 5 639   | 3,05  |  |  |  |  |  |
|                                                                                | Gian Carlo Fontana           | Partito Repubblicano Italiano                 | 5 246   | 2,84  |  |  |  |  |  |
|                                                                                | Massimo Scalia               | Lista Verde                                   | 3 410   | 1,85  |  |  |  |  |  |
|                                                                                | F. Corrado                   | Partito Liberale Italiano                     | 2 883   | 1,56  |  |  |  |  |  |
|                                                                                | Lella Voltaggio Di Marco     | Democrazia Proletaria                         | 2 432   | 1,32  |  |  |  |  |  |
|                                                                                | G. Vandeli                   | Caccia Pesca Ambiente                         | 1 460   | 0,79  |  |  |  |  |  |
|                                                                                | M. Celano                    | Partito Verde Italiano - Verdi d'Europa       | 988     | 0,53  |  |  |  |  |  |
|                                                                                | A. Risi                      | Liga Veneta - Pensionati Uniti                | 779     | 0,42  |  |  |  |  |  |
|                                                                                | C.Casadei                    | Alleanza Popolare Pensionati                  | 194     | 0,11  |  |  |  |  |  |
| Totale                                                                         | Totale                       | Totale                                        | 184 759 | 100   |  |  |  |  |  |
|                                                                                |                              |                                               |         |       |  |  |  |  |  |
| Voti non validi                                                                | Voti non validi              | Voti non validi                               | 7 115   | 3,71  |  |  |  |  |  |
| Votanti                                                                        | Votanti                      | Votanti                                       | 191 874 | 95,71 |  |  |  |  |  |
| Elettori                                                                       | Elettori                     | Elettori                                      | 200 466 |       |  |  |  |  |  |
|                                                                                |                              |                                               |         |       |  |  |  |  |  |
| Nota: quorum del 65% non raggiunto; ripartizione dei seggi a livello regionale |                              |                                               |         |       |  |  |  |  |  |
| Data: 14 giugno 1987                                                           |                              |                                               |         |       |  |  |  |  |  |
| Fonte: Ministero dell'interno                                                  |                              |                                               |         |       |  |  |  |  |  |

### XI legislatura
|                                                                                | Aureliana Alberici ✔️ Eletta | Partito Democratico della Sinistra            | 80 827  | 40,65 |  |  |  |  |  |
|                                                                                | Paolo Giuliani               | Democrazia Cristiana                          | 34 999  | 17,60 |  |  |  |  |  |
|                                                                                | Ennio Di Francesco           | Partito Socialista Italiano                   | 21 357  | 10,74 |  |  |  |  |  |
|                                                                                | Guglielmo Melloni            | Partito della Rifondazione Comunista          | 15 866  | 7,98  |  |  |  |  |  |
|                                                                                | Umberto Tartarini            | Lega Lombarda                                 | 15 150  | 7,62  |  |  |  |  |  |
|                                                                                | Angelo Varni                 | Partito Repubblicano Italiano                 | 8 624   | 4,34  |  |  |  |  |  |
|                                                                                | Michele Tossani              | Movimento Sociale Italiano - Destra Nazionale | 6 429   | 3,23  |  |  |  |  |  |
|                                                                                | Daniela Guerra Bistarelli    | Federazione dei Verdi                         | 5 459   | 2,75  |  |  |  |  |  |
|                                                                                | Alessandro Elmi              | Partito Liberale Italiano                     | 3 820   | 1,92  |  |  |  |  |  |
|                                                                                | Carlo Monaco                 | Sì Referendum                                 | 1 978   | 0,99  |  |  |  |  |  |
|                                                                                | Alberto Suzzi                | Partito Socialista Democratico Italiano       | 1 942   | 0,98  |  |  |  |  |  |
|                                                                                | Daniela Dore Montagna        | Partito Pensionati                            | 1 326   | 0,67  |  |  |  |  |  |
|                                                                                | Edgardo Vetri                | Caccia Pesca Ambiente                         | 540     | 0,27  |  |  |  |  |  |
|                                                                                | Romano Fabbri                | Movimento Europeo Automobilisti               | 366     | 0,18  |  |  |  |  |  |
|                                                                                | Gianfranco Tassinari         | Federalismo - Pensionati Uomini Vivi          | 156     | 0,08  |  |  |  |  |  |
| Totale                                                                         | Totale                       | Totale                                        | 198 839 | 100   |  |  |  |  |  |
|                                                                                |                              |                                               |         |       |  |  |  |  |  |
| Voti non validi                                                                | Voti non validi              | Voti non validi                               | 8 409   | 4,06  |  |  |  |  |  |
| Votanti                                                                        | Votanti                      | Votanti                                       | 207 248 | 94,70 |  |  |  |  |  |
| Elettori                                                                       | Elettori                     | Elettori                                      | 218 842 |       |  |  |  |  |  |
|                                                                                |                              |                                               |         |       |  |  |  |  |  |
| Nota: quorum del 65% non raggiunto; ripartizione dei seggi a livello regionale |                              |                                               |         |       |  |  |  |  |  |
| Data: 5 aprile 1992                                                            |                              |                                               |         |       |  |  |  |  |  |
| Fonte: Ministero dell'interno                                                  |                              |                                               |         |       |  |  |  |  |  |